# Samuel King Allison
Samuel King Allison (Chicago, 13 de noviembre de 1900-Culham, 15 de septiembre de 1965) fue un físico estadounidense, más notable por su participación en el Proyecto Manhattan, por el que recibió la Medalla al Mérito.

## Primeros años
Nació en Chicago, Illinois, el 13 de noviembre de 1900, hijo de Samuel Buell Allison, director de una escuela primaria. Ingresó a la Universidad de Chicago en 1917 y se graduó en 1921. Posteriormente obtuvo un doctorado en química bajo la supervisión de William Draper Harkins, escribiendo su tesis sobre "Estabilidad atómica III, los efectos de la descarga eléctrica y las altas temperaturas", tema estrechamente relacionado con la física experimental.
Fue investigador en la Universidad de Harvard desde 1923 hasta 1925 y luego en la Institución Carnegie desde 1925 hasta 1926. Desde 1926 hasta 1930 enseñó física en la Universidad de California en Berkeley, como instructor y luego como profesor asociado.

## Carrera

### Rayos X
En 1930, regresó a la Universidad de Chicago, donde se convirtió en profesor en 1942 y en profesor de física distinguido Frank P. Hixon en 1959. Estudió el efecto Compton y la teoría dinámica de la difracción de rayos X. En ese momento, los rayos X eran un medio importante para investigar las estructuras atómicas, pero el concepto de que la luz tenía propiedades tanto ondulatorias como partícula, como lo demostró Arthur Compton, no fue universalmente aceptado. William Duane de Harvard encabezó un esfuerzo para demostrar que la interpretación de Compton del efecto Compton era incorrecta, y Allison se convirtió en parte de este esfuerzo.
Un resultado de esto fue que fue coautor de un libro de texto con Compton, X-rays in Theory and Experiment (1935), que llegó a ser ampliamente utilizado. Desarrolló un espectrómetro de rayos X de alta resolución con un estudiante de posgrado, John Harry Williams. En 1935, ganó una beca Guggenheim para estudiar en el Laboratorio Cavendish de la Universidad de Cambridge en Inglaterra, donde estudió junto a John Cockcroft. Publicó un artículo en Mathematical Proceedings of the Cambridge Philosophical Society sobre sus "experimentos sobre las eficiencias de producción y las vidas medias del radiocarbono y el radionitrógeno". Quedó tan impresionado por el acelerador Cockcroft-Walton del Laboratorio Cavendish que después de regresar a Chicago construyó uno.

### Proyecto Manhattan
Durante la Segunda Guerra Mundial, se involucró en trabajos relacionados con la defensa. Fue consultor del Comité de Investigación de Defensa Nacional (NDRC) desde octubre de 1940 hasta enero de 1941. En enero de 1941, la NDRC le concedió un contrato para estudiar la posibilidad de utilizar berilio como moderador de neutrones. El equipo que reunió en Chicago se convertiría en el Laboratorio Metalúrgico del Proyecto Manhattan.
En septiembre de ese mismo año, se unió a la Sección S-1, que coordinó las primeras investigaciones sobre la viabilidad de una bomba atómica. Se convirtió en jefe de la sección de química del Laboratorio Metalúrgico en enero de 1942, y en marzo, su pequeño reactor experimental que utilizaba berilio estuvo más cerca de la criticidad que el diseño moderado con grafito del grupo de Enrico Fermi en la Universidad de Columbia. Durante 1942, Compton reunió en el Laboratorio Metalúrgico de Chicago a todos los grupos de investigación que trabajaban en plutonio y diseño de reactores nucleares en la Universidad de Columbia, la Universidad de Princeton y la Universidad de California. Allison fue puesta a cargo del trabajo experimental.
En octubre de 1942, el Laboratorio Metalúrgico tuvo que considerar cómo procedería con el diseño de grandes reactores de producción cuando aún no habían conseguido poner en funcionamiento un reactor experimental. Fermi estaba a favor de dar pequeños pasos, mientras que Allison y Eugene Wigner argumentaron que eran necesarios pasos más grandes. El director del Proyecto Manhattan, general de brigada Leslie Groves, les dijo que el tiempo era más importante que el dinero y que si dos enfoques parecían prometedores, debían construir ambos. Allison fue una de los 49 científicos que vieron cómo el proyecto daba un salto adelante cuando Chicago Pile-1 se volvió crítico en Stagg Field el 2 de diciembre de 1942. Allison se convirtió en directora del Laboratorio Metalúrgico en junio de 1943.

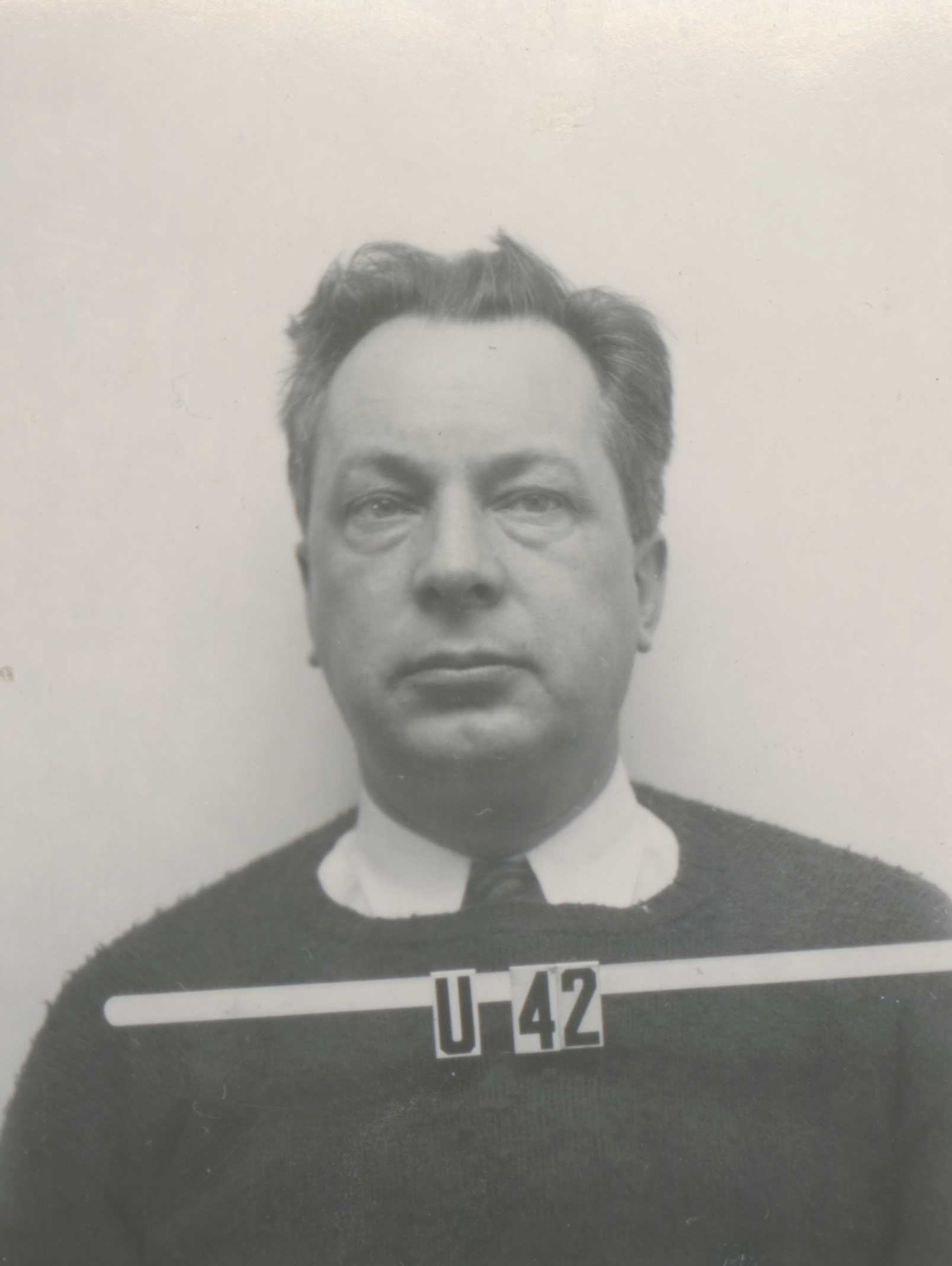
Foto de identidad de Allison en el Laboratorio de Los Álamos.

A finales de 1944, el lugar del Proyecto Manhattan se había trasladado al Laboratorio de Los Álamos en Nuevo México, y el fue allí en noviembre de 1944 como presidenta del Comité Técnico y de Programación. Además formó parte del "Comité Cowpuncher" que "lideró" el proyecto de implosión, asegurándose de que se mantuviera en el rumbo y en el cronograma. Oportunamente, fue él quien leyó la cuenta regresiva por los altavoces en la prueba nuclear Trinity en julio de 1945. Groves entregó a Allison la Medalla al Mérito por su trabajo en el Proyecto Manhattan en una ceremonia en la Universidad de Chicago el 12 de enero de 1946.

## Últimos años
Después de la guerra, fue director del Instituto Enrico Fermi desde 1946 hasta 1957, y nuevamente desde 1963 hasta 1965. Fue presidente de la Sección de Física del Consejo Nacional de Investigaciones de 1960 a 1963 y presidente de su Comité de Ciencias Nucleares de 1962 a 1965. Participó activamente en el "movimiento científico" por el control de las armas atómicas. Los científicos presionaron con éxito para que las armas nucleares estuvieran bajo control civil y no militar, lo que finalmente se incluyó en la Ley de Energía Atómica de 1946. Fue un firme opositor del secreto en la ciencia y, en un influyente discurso en el que anunció la creación del Instituto Enrico Fermi, dijo:

Estamos decididos a volver a la investigación libre como antes de la guerra. Si se impone el secreto a la investigación científica en física, encontraremos a todos los científicos de primer nivel trabajando en temas tan inocuos como los colores de las alas de las mariposas.

El reconstruyó su acelerador, al que llamó "kevatron", porque podía acelerar partículas a energías de 400 KeV. Se convirtió en un pionero de lo que se conoció como "física de iones pesados", acelerando protones y deuterones, y utilizando litio y berilio como objetivos. Los datos sobre estas reacciones de elementos ligeros resultarían posteriormente útiles en el estudio de la nucleosíntesis estelar.
Más tarde, adquirió un generador Van de Graaff de 2 MeV y recordó un antiguo artículo sobre la producción de iones de litio a partir de minerales como la eucripita. Esto le permitió producir un haz de iones de litio de 1,2 MeV. Creó isótopos de boro y otros elementos ligeros hasta ahora desconocidos y midió sus secciones transversales de captura de neutrones. Su colega Anthony L. Turkevich utilizó posteriormente esto para analizar la composición de la Luna en las misiones posteriores del programa Surveyor.
Falleció por complicaciones tras un aneurisma aórtico el 15 de septiembre de 1965, mientras asistía a la Conferencia de Investigación sobre Física del Plasma y Fusión Nuclear Controlada en Culham, Inglaterra. Sus trabajos se conservan en el Instituto Americano de Física.

## Publicaciones seleccionadas
- Compton, Arthur Holly; Allison, Samuel K. (1935). X-rays in Theory and Experiment. New York: Van Nostrand Reinhold.